# Cratere Shirley
Shirley  è un cratere sulla superficie di Venere.